# Sarconesia fuscipennis
Sarconesia fuscipennis är en tvåvingeart som först beskrevs av Macquart 1843.  Sarconesia fuscipennis ingår i släktet Sarconesia och familjen spyflugor. Inga underarter finns listade i Catalogue of Life.